# Eulithis chosensis
Eulithis chosensis är en fjärilsart som beskrevs av Felix Bryk 1948. Eulithis chosensis ingår i släktet Eulithis och familjen mätare. Inga underarter finns listade i Catalogue of Life.